# Рейнджер (кратер)
Рейнджер (англ. Ranger) — небольшой марсианский ударный кратер, расположенный на плато Меридиана. Координаты кратера — 2°04′32″ ю. ш. 5°30′30″ з. д. / 2,0755972° ю. ш. 5,5085222° з. д.. Кратер был попутно осмотрен марсоходом «Оппортьюнити» 22-24 января 2009 года (1776-1779 сол), во время того как он двигался в сторону значительно большего кратера Индевор. Диаметр кратера составляет порядка 15 метров. Вокруг и внутри кратера присутствует множество горной породы, которая была выброшена при ударе, сформировавший этот кратер. Большая часть кратера засыпана песком. На севере от него (в 1284 м) находится крупный кратер Виктория (который на протяжении 2 лет исследовал «Оппортьюнити»), юго-восточнее (в 80 м) — кратер Сервейер, а юго-западнее (в 337 м) — кратер Халфмун. Исследования кратера ограничились его визуальным осмотром (научной ценности не представлял).

Панорамное изображение кратера Рейнджер, снятое с борта марсохода «Оппортьюнити» 22 января 2009 года (1776 сол).

Кратер Рейнджер (псевдоцвета, приближенные к реальным), 27 сентября 2008 года (1663 сол). Более полное изображение в худшем качестве здесь.